# Tambralinga

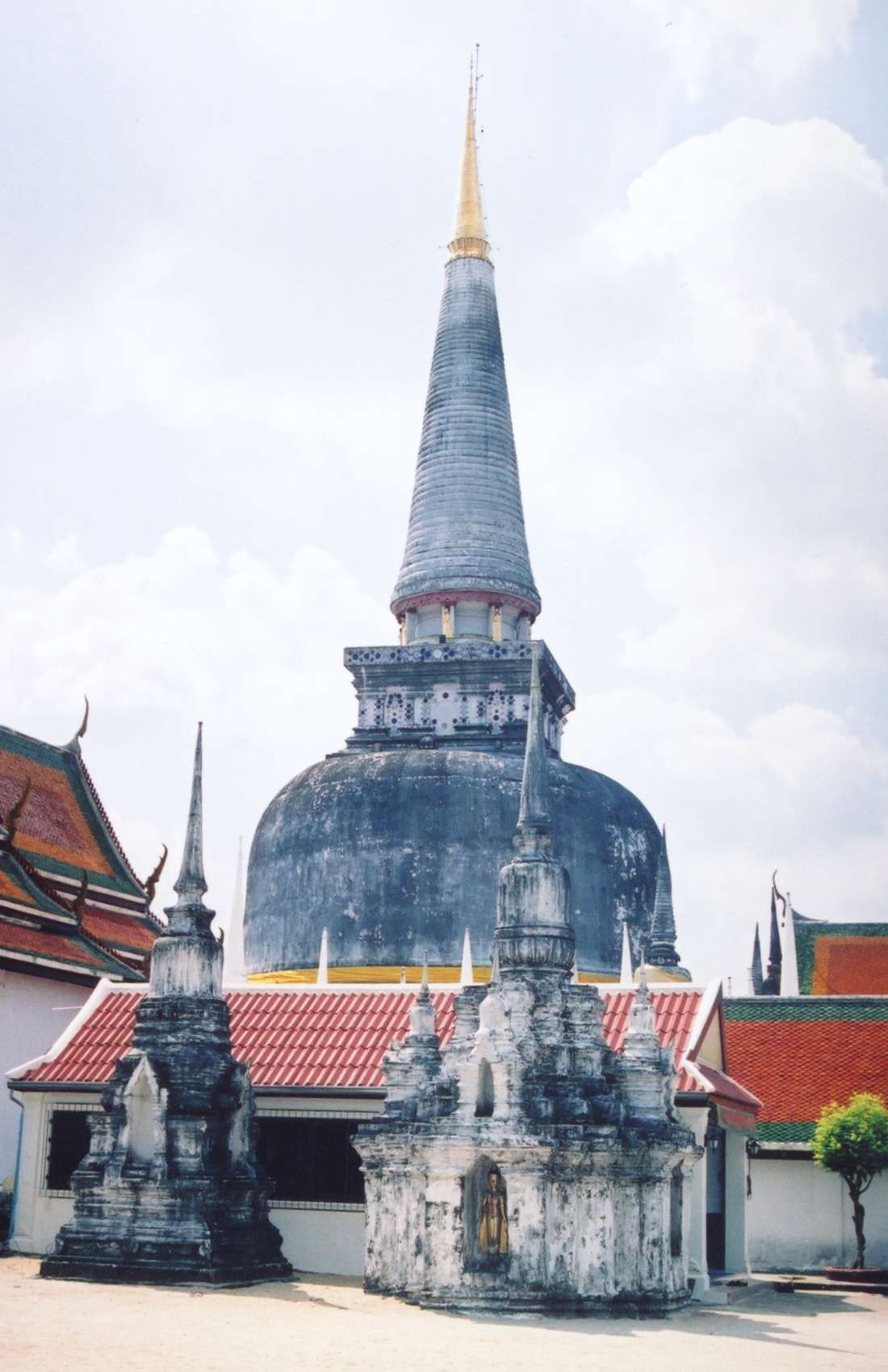
Chedi Phra Baromathat a Wat Mahatat, Nakhon Si Thammarat, Tailàndia.

Tambralinga va ser un antic regne situat en la península de Malaca que en un temps va estar sota la influència de Srivijaya. El nom n'estigué oblidat fins que els estudiosos van reconèixer Tambralinga com Nagara Sri Dharmaraja. Els primers registres són escassos, mentre que les estimacions van des del segle VII al segle xiv. Tambralinga va enviar per primera vegada tribut a l'emperador de la dinastia Tang en el 616. En sànscrit, tambra significa "roig" i linga significa "Siva" o "fal·lus".
A finals del segle xii, Tambralinga es va convertir en independent de Srivijaya a mesura que l'imperi en sofria una pèrdua de prestigi.